# Cummings (Kalifornia)
Cummings – obszar niemunicypalny w hrabstwie Mendocino, w Kalifornii (Stany Zjednoczone), na wysokości 405 m. Znajduje się przy drodze U.S. Route 101 oraz rzecze Rattlesnake Creek.